# Râul Rica, Cormoș
Râul Rica (maghiară Rika) este un afluent al râului Cormoș. 

## Hărți
- Harta județului Covasna
- Harta Munții Bodoc-Baraolt  Arhivat în 29 ianuarie 2014, la Wayback Machine.